# Giordano Pasetto
Giordano Passetto, también como Pasetto o Frater Jordanus Pasetus (Venecia, c. 1484 - Padua, 8 de noviembre de 1557) fue un compositor, organista y maestro de capilla italiano del Renacimiento.

## Vida
La fecha exacta de nacimiento de Giordano Passetto no ha podido ser descubierta; tampoco hay información disponible sobre sus primeros años de vida y su formación.
Fue fraile de la Orden Dominicana en el monasterio veneciano de San Juan y San Pablo; en ese momento el magister capellae de la basílica del monasterio era Petrus Castellanus, el editor del impresor Ottaviano Petrucci. En 1504, el embajador de Ferrara en Venecia envió un credo compuesto por Passetto dedicado al duque Hércules de Este en Ferrara, con la observación de que «tenía mucho talento en estas cosas». Poco después siguieron el resto de las partes de la misa Mirabile zovene.
En 1505, el compositor trabajó como organista en el monasterio de mujeres del Santo Espíritu en Venecia. Ocupó el cargo de organista en la basílica de San Juan y San Pablo de 1509 a 1520.
A partir de 1520 ocupó el cargo de maestro de capilla de la Catedral de Padua hasta poco antes de su muerte.

## Importancia
Las composiciones de Giordano Passetto están escritas predominantemente para voces masculinas. Dedicó un libro de madrigales, impreso en 1541, al canónigo de la Catedral de Padua, Benedetto Contarini. Este es el único libro impreso en el siglo XVI con música vocal secular escrita exclusivamente para voces de igual tono. Los madrigales están escritos en un estilo fluido y homofónico, y ocasionalmente presentan imitaciones breves en dos partes. Una villota de cuatro partes, también compuesta para voces bajas, también utiliza melodías populares.
Después de que el compositor prometiera, tras su nombramiento, dotar a la Catedral de Padua de «bonis et novis cantibus et mutetis» [con ‹buenas y nuevas canciones y motetes›], creó en 1522 un libro coral con 127 motetes con el título Frater Jordanus Pasetus Venetus [...] scripsit hec manu propria [...] 1522. El repertorio que contiene es muy cercano a la colección Motetti de la Corona de Ottaviano Petrucci y muestra que la obra de Petrucci se interpretó en las iglesias venecianas de Passetto. Uno de los motetes incluidos se atribuye a Mouton, todos los demás carecen de atribución. Sin embargo, la autoría de un cierto número de ellas podría identificarse con compositores franceses y franco-flamencos de la misma generación, y algunas de las obras no identificadas podrían ser del propio Passetto. También copió de la misma biblioteca un manuscrito que contiene obras de la generación en torno a Nicolas Gombert.

## Obra
- Su, su, su, su pastori (1531), frottola;
- [26] Madrigali nuovi a voce pare […] libro primo a cuatro voces, Venecia 1541, OCLC 78979183;
- Audi hueso persona (1552), villotta alla padana;
- 12 salmos de vísperas a doble coro, cada uno a ocho voces;
- Nigra sum sed formosa, motete a ocho voces;
- 1 misa (perdida).